# アリーナロマンス
『アリーナロマンス』（Arena Romance）は、2007年10月6日に公開された日本映画である。脚本・監督は板垣英文。
東京都世田谷区下北沢にある短編映画館「下北沢トリウッド」と 専門学校東京ビジュアルアーツとの共同企画“トリウッド・スタジオ・プロジェクト”の第二弾として制作された。

## 概要
元々モーニング娘。ヲタク（モーヲタ）だった板垣が、34歳で派遣会社をリストラされたのを機に、専門学校東京ビジュアルアーツ映画学科に入学、在学中にアイドルオタクである自身の経験を生かした『アリーナロマンス』の脚本を書き上げ、監督として抜擢された。
作中には板垣が影響を受けた大林宣彦の「尾道三部作」（『時をかける少女』・『転校生』・『さびしんぼう』）や、安達哲の漫画『キラキラ!』などのオマージュが含まれ、登場人物は実在するハロー!プロジェクトのアイドルなどがモデルになっている。
タイトルの由来は、コンサート会場を象徴する「アリーナ」という言葉に、恋愛という意味での「ロマンス」とヲタ芸の一つである「ロマンス」をかけて合わせたもの。アイドルオタクやアイドルの追っかけにとって、コンサートはアイドルとの擬似デートであるぐらい想い入れがこもるものであり、また本作がコンサート会場を舞台にした恋愛物語でもあることから名付けられた。

## ストーリー
高校生のミツルは、女性アイドルグループのヴァニラエッセンスからソロデビューする安西夏紀のヲタである。ネット掲示板で知り合った古参ヲタの校長と共に、夏紀がソロデビュー曲を披露する歌番組の観覧へと出かける。その時ミツルは、会場から飛び出してきた少女たちの中に、クラスメートの舞華を目撃する。アイドルオタク歴の長い校長の説明によると、彼女達は男性アイドルグループ、メルシーズの追っかけ（オリキ）だという。お互いアイドルに夢中になっていることを周りに隠していたミツルと舞華は、その秘密と想いを共有することから、いつしか友情が目覚め、お互いのオタク活動に協力し合うようになる。
しかし想いが高じるあまり、舞華はオリキ仲間を出し抜いてメルシーズのタレント・青木友也と直接繋がり、ミツルは夏紀のSTKになっていく。
アイドルファンとしての一線を越えてしまった二人には、過酷な試練が待ち受けていた。
その後二人は、恋に恋する状況から現実に目覚め、舞華は子供の頃からの夢であったアーティスト歌手からアイドル歌手へと目標を変更し、ミツルは舞華への仄かな想いを持ちながら、舞華を完璧なアイドルにするために奮闘する。

## 登場人物・キャスト
寺井ミツル（てらい みつる）：田中康寛
都内の高校に通う高校一年生（16歳）。女性アイドルグループ、ヴァニラエッセンスのメンバー、安西夏紀に恋に落ちてアイドルオタクになる。ネットで知り合ったヲタ友や固定（ハンドルネーム）の校長と共にヲタ活動に夢中で、積極的な性格になっていくが、外見や人間関係に関してはまだまだ無頓着なオタク青年。役名の由来はつんく♂の本名、寺田光男をもじったもの。
芹沢舞華（せりざわ まいか）：池田光咲
ミツルと同じクラスの高校一年生（16歳）。中学の時にメルシーズ事務所のアイドル、青木友也の事を好きになり、歌のレッスンスクールに通いつつ芸能界への憧れと共に友也の追っかけを始める。小学生の頃に父を亡くし、姉と母の三人で暮らす母子家庭で育つ。幼稚園の頃から歌う事が大好きで歌手に憧れており、目標のアーティストは安室奈美恵や浜崎あゆみ。
役の設定はデビュー前の後藤真希がモデルになっており、オーディションの時点では役名は「真希」であった。しかし池田光咲が合格後、アイドル風に撮影されたスチール素材が松浦亜弥に似ていた事もあり、ただならぬ存在感を確信した板垣が、あえて実在の人物名からの拝借を止め「舞華」と命名した。名字は『ゴジラ』に登場する芹沢博士から取っており、怪物を倒す新たな怪物の暗示でもある。
安西夏紀（あんざい なつき）：坂本佳菜子
北海道出身（18歳）。かつての国民的アイドルグループ、ヴァニラエッセンスのメンバーとしてデビューし、'80年代アイドルを髣髴とさせる癒し系美少女として絶大な人気を誇る。ヴァニラエッセンスからファン特望のソロデビューを果たし、初の単独コンサートに向けて本格的なソロ活動を開始していく。
役の設定、役名は安倍なつみから。オーディション時は「なみ」という名前で募集していたが、ファンからのコールが「なーっち」に聞こえるよう、「夏紀」に変えられた。オーディションでは安倍に似た女性を探していたが該当者がおらず、純粋にアイドルしてデビューさせるとしたら、という観点から坂本が選ばれた。
青木友也（あおき ともや）：三浦悠
国内の女性から圧倒的な支持を受けるアイドル事務所、メルシーズのホープ（17歳）。本格的な音楽活動はしていないが、10歳からドラマデビューを果たし、CM、ドラマにと欠かせない顔になりつつある。
役名は山下智久から。メルシーズはジャニーズ事務所がモデルである。
及川悟（おいかわ さとる）：高木心平
幼少の頃から父親の海外赴任が多く、日本の常識に囚われないやんちゃなイケメン俳優（22歳）。そのワイルドで奔放な生き方は芸能界でも度々トラブルやスキャンダルに。
夏紀とは映画で共演したばかり。モデルは押尾学。
畑山秀行（はたけやま ひでゆき）：中田祐矢
ミツルのクラスメートでミツルにとっては数少ないリア友（16歳）。大親友とまではいかないが、ミツルと同様クラスでは目立たない似たもの同士。
役名はシャ乱Qのギタリストであるはたけの本名と、「LOVEマシーン」のアレンジャーであるダンス☆マンの本名を掛け合わせたもの。
中田は、ミツル役の田中とは元々友達同士で、二人が出演するシーンはリアルなやり取りとなっている。
芹沢美穂（せりざわ みほ）：千代谷美穂
舞華の姉（20歳）。スナックを営む母親と共に、自分も風俗店で働きながら家計を支えてきた。舞華にとっては、尊敬の対象で美人の自慢のお姉ちゃん。
普通に恋愛せずに歌手に憧れオリキを続ける舞華の意固地なところ、一途なところを理解しつつも心配している。
中本美麗（なかもと みれい）：高梨麻衣
舞華のオリキ仲間（15歳）。一番年下だが積極的な性格で生意気なギャル気質。舞華とは気が合い、二人はオリキチームの中心的存在。
オリキ3人組の役名はモーニング娘。の6期メンバー（藤本美貴、亀井絵里、道重さゆみ、田中れいな）の名前をシャッフルしたもの。美麗には藤本美貴、田中れいなの性格も反映されている。
上條絵里奈（かみじょう えりな）：こんのあい
美麗とゆみのオリキチームに舞華が加わる前に、携帯のプロフを通じて二人と知り合った（16歳）。元々オリキ歴が長く、情報通で重宝される存在。普段はおっとりしていて可愛らしく振舞っているが、計算高く冷静に人を見ている。
当初、役名は（先述の名前をシャッフルした）「亀重絵里奈」としていたが、これではそのまま過ぎるとの判断で名字を漫画家の上條淳士から取った。上條淳士の漫画で、芸能界や実在するアイドルのパロディと、成り上がり物語の『TO-Y』は、『アリーナロマンス』に大きな影響を与えている。
オーディションに参加したこんのあいにはモーニング娘。の5期メンバー（高橋愛、紺野あさ美）の名前が含まれており、「パラドックスみたいで面白い」と板垣が思い、採用が決まった。
藤井ゆみ（ふじい ゆみ）：松本紫甫
ゆみが同じ友也好きの後輩、美麗を誘ったのがオリキチーム結成のきっかけ。ヤンキー気質でリーダー的存在（18歳）。
普段は舞華や美麗を中心に置いて一緒にバカやっている感じだが、仕切る時には仕切る。皆からは慕われているが、それを利用して裏では援交の斡旋をしている。
校長（こうちょう）：掟ポルシェ
ミツルがネット掲示板の安西夏紀スレで知り合った、アイドルヲタの師匠的存在（年齢不詳）。
ヲタ歴が長い古参ヲタで、ミツルにオフ会や積極的なヲタ活動を教えてくれる。
普段はとても温厚な紳士ヲタだが、夏紀やヴァニラエッセンスを熱く応援する姿勢はミツルの尊敬の対象で、周りのヲタからも校長の固定ハンドルネームで親しまれ、一目置かれている。
校長というハンドルネームは、東京ビジュアルアーツに「社長」というあだ名のクラスメートがいて、それをヒントにしたもの。モデルは実在する板垣のヲタ友達で、その他のヲタ役も実在のヲタ仲間がモデルになっている。
この役を演じるにあたって掟は、あまりにも自分のキャラクターとかけ離れている事に出演を迷っていたが、板垣は普段の掟の強いキャラクターを封じ込めてこそ光る掟の存在感と演技に拘った。
トップさん：石黒彩
美人でやり手の女社長（27歳）。メルシーズ所属のアイドルに青春を捧げてきた。現在は青木友也担当のトップに立ち仕切っている。
面倒見が良く、オリキ達から厚く信頼されているが、トップ集の中でもかなりの権力者と言われ、舞華のオリキチームは元より、都内で逆らえる者はいないという噂。
板垣いわく、「（石黒は）歴代のモーニング娘。で生き方もルックスも一番かっこいいメンバー」。撮影中、板垣は監督でありながら石黒にサインをねだり、モーヲタ全開になっていたという。

## スタッフ
- 脚本・監督：板垣英文
- 撮影：矢島隆太
- プロジェクトマネージャー：大槻貴宏
- プロデューサー：山本達也
- 技術プロデューサー：日根野晋一
- 音楽：伊藤ひさ子
  - オープニング曲：「いまどきシンデレラ」 歌：安西夏紀
  - エンディング曲：「ススメ！」 歌：芹沢舞華
  - （作詞：大槻ユカリ／作曲：伊藤ひさ子／編曲：寺沢新吾）

## 作中に用いられたオマージュ、元ネタ
『転校生』
作中のオープニング、夏紀のライブDVDを観ているミツルが遅刻そこそこに部屋を出て行くシーンは、トロイメライの曲と共に8mmで撮影した尾道の風景を観ている一夫が、父親に「遅刻するぞ」と促され学校へ向かう『転校生』の冒頭シーンのオマージュ。
ミツルが舞華に「ちょっとはにかんでみな」とアイドル指導をするシーンも、心と身体が入れ替わった一美が一夫に女の子らしく振舞うように「ちょっとはにかんでみて」と言うシーンのオマージュ。
モーニング娘。
国民的女性アイドルグループ、ヴァニラエッセンスのモデルとなっている。モーニング娘。のように、ヴァニラエッセンスの配役も『アリーナロマンス』主要キャストのオーディションで選外になった応募者から再び選考し直す案もあったが、ギャランティ等の折り合いがつかず実現しなかった。
2ちゃんねる 狼板
作中に登場するネット掲示板は、2ちゃんねるの狼板がモデル。
この架空のネット掲示板には女性アイドルグループ、ヴァニラエッセンスに関する板が主に3板存在し、それぞれ「ヴァニラ（虎）板」、「ヴァニラ（亀）板」、「ヴァニラ（雀）板」と称され、後に実況専用の「ヴァニラ（竜）板」が設置されたという設定。それぞれ動物の名前が付いているのは、掲示板の管理人が中国神話に登場する、世界の四方向を守る四神（白虎、玄武、朱雀、青龍）をなぞったものとされる。これは、2ちゃんねるには実際にハロー!プロジェクトの板が3板あり、それぞれモ娘（狼）・モ娘（羊）・モ娘（鳩）と実況の芸能ch（蛇）で動物の名前が付けられており、その由来が新約聖書である事のパロディとなっている。
ミツルは「ヴァニラ（虎）板」にある、「安西夏紀応援スレ」の住人という設定で、ハンドルネームは「ヴァニ男◆baNiolz2JA」。虎板の名無しの名前は「名無しヴァニラ」。
ミツルと住人の書き込みを読むと、ミツルは日頃からイベントの実況や、禁止行為であるイベントの録音やその音源をアップするような事を繰り返している。
舞華は「マイカル」というトリップ無しの固定として虎板に出入りするようになり、普段は男のふりをしている。校長のハンドルネームはトリップを含めると「校長◆r3XdMUSUME」。
ラストでミツルに関する一連の書き込みの流れは、タンポポ祭りの発端となった書き込みとその状況へのオマージュ。
アゲハ
実在するハロー!プロジェクトを中心としたSTKチームで、作中のSTKチーム、ドラゴンフライのモデル。
笠木新一、菅井英憲
モーニング娘。のオーディション番組やその合宿に登場するボイストレーナーの先生。
舞華のボイストレーニングの先生役のモデルになっている。
夏まゆみ
モーニング娘。のコリオグラファーとして有名。舞華のダンスレッスンの先生のモデル。
「基礎体力つけなさい！」と怒られて舞華が腹筋を始めるのは、プッチモニの激しいダンスを習得するために後藤真希が実際に自宅で行っていたトレーニングの再現。
『キラキラ！』
ミツルが夜、舞華の家に行って舞華のアルバム写真を二人で見たりするシチュエーションが、『キラキラ！』で慎平が恵美里の家で恵美里のアルバムを見るやり取りのオマージュ。
またミツルの部屋でミツルが舞華にアイドル指導中、舞華にキスしないで抱きしめるのも『キラキラ！』に同様のシチュエーションがある。
恵美里がアイドル歌手の道に進んでいくストーリー展開や、アイドルを神格化するファン心理と生身の女としての両方を描いた安達哲のドライな視点など多くの影響が見られる。
『時をかける少女』
桜を意識したロケーションや、元々ショートヘアーの池田光咲にロングヘアーのエクステを付けさせる演出、エンディングのスタッフロールなど。
『さびしんぼう』
夏紀をビデオカメラで盗撮するミツルの心情は、橘百合子をスチールカメラのズームレンズで追いかける井上ヒロキと重ねられている。

## イベント・グッズ
- 2007年8月くじ付き前売り券販売開始。
  - 前売り券には通常版800円と、くじ付き版1000円の2種類があり、くじ付き前売り券は劇場受付にてくじが引け、その場で映画のオリジナル・ブロマイドやトレーディングカードやポスターが当たるというものだった。さらにブロマイドの中には通常版と、出演者のサインがプリントされたものと、直筆サインが書かれたものが存在した。また更に前売り券を3枚以上購入すると、10月6日、7日、8日の映画舞台挨拶にて、参加出演者と2ショットチェキの撮影と、その場でチェキにサインをしてプレゼントされた。
- 8月26日（日）東京ビジュアルアーツ体験入学として、『アリーナロマンス』特別先行上映・トークイベントが行われた。ゲスト：田中康寛、板垣英文。
- 9月9日（日）萌フェス 秋の陣　物販ブースにより前売り券販売。
- 9月23日（日）アイランド秋葉原店にてプレイベント。池田光咲、坂本佳菜子、こんのあいによるトークショーや握手会、撮影会が行われた。アイランド秋葉原店は、作中に夏紀がソロシングル発売記念イベントで握手会を行った場所である。
- 10月6日（土）上映初日舞台挨拶。ゲスト：田中康寛、池田光咲、こんのあい、松本紫甫。
- 10月7日（日）上映2日目舞台挨拶。ゲスト：田中康寛、中田祐矢。
- 10月8日（月・祝）上映3日目舞台挨拶。ゲスト：池田光咲、千代谷美穂、高梨麻衣。
  - 上映中はトリウッドにて劇場パンフレット、「いまどきシンデレラ」歌:安西夏紀、「ススメ！」歌：芹沢舞華のライブDVDが発売された。
- 11月15日（木）アイドル無料招待上映会。